# روس إدواردز (ملحن)
روس إدواردز (بالإنجليزية: Ross Edwards)‏ هو ملحن أسترالي، ولد في 23 ديسمبر 1943 في سيدني في أستراليا.

## وصلات خارجية
- روس إدواردز على موقع IMDb (الإنجليزية)
- روس إدواردز على موقع ميوزك برينز (الإنجليزية)
- روس إدواردز على موقع ديسكوغز (الإنجليزية)